# Rod Brind’Amour
Roderick Jean Brind’Amour (* 9. August 1970 in Ottawa, Ontario) ist ein ehemaliger kanadischer Eishockeyspieler und derzeitiger -trainer, der im Verlauf seiner aktiven Karriere zwischen 1988 und 2010 unter anderem 1643 Spiele für die St. Louis Blues, Philadelphia Flyers und Carolina Hurricanes in der National Hockey League auf der Position des Centers bestritten hat. Brind’Amour, der zweimal mit der Frank J. Selke Trophy als bester Defensivstürmer der Liga ausgezeichnet wurde, gewann im Jahr 2006 mit den Carolina Hurricanes den Stanley Cup. Seit seinem Karriereende ist er im Trainerteam der Hurricanes angestellt, wobei er im Mai 2018 die Position des Cheftrainers übernahm. In dieser Funktion erhielt er im Jahre 2021 den Jack Adams Award als bester Headcoach der Liga.

## Karriere

### Als Spieler
Brind’Amour verbrachte einen Teil seiner Juniorenzeit bei den Notre Dame Hounds in der Saskatchewan Junior Hockey League, wo er zwischen 1986 und 1988 eine überaus erfolgreiche Zeit verbrachte. So gewann er am Ende der Saison 1987/88 sowohl den Credential Cup als auch den Centennial Cup mit den Hounds. Als wertvollster Spieler des Centennial Cup und dank seiner 121 Scorerpunkte im Saisonverlauf hatte er daran maßgeblichen Anteil. Die Wahl beim NHL Entry Draft 1988 in der ersten Runde als neunter Spieler durch die St. Louis Blues aus der National Hockey League war schließlich die logische Folge. Der Stürmer wechselte daraufhin zwar in die Vereinigten Staaten, schrieb sich aber zunächst an der Michigan State University ein. Mit deren Universitätsteam spielte er in der Central Collegiate Hockey Association, einer Division im Spielbetrieb der National Collegiate Athletic Association. Im mit später zahlreichen NHL-Spielern gespickten Team der Spartans gewann der Rookie die Divisionsmeisterschaft und wurde dank seiner 57 Scorerpunkte zum besten Liganeuling ernannt.

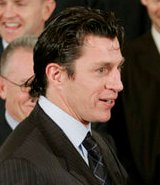
Rod Brind’Amour bei den NHL Awards 2006

Schon am Ende der Saison 1988/89 holten die St. Louis Blues ihre Erstrundenwahl des Vorsommers in den NHL-Kader und setzten ihn im Verlauf der Stanley-Cup-Playoffs 1989 fünfmal ein. Zur folgenden Spielzeit gehörte der Kanadier zum Stammkader der Blues und erreichte 61 Punkte im Saisonverlauf. Zudem wurde er als einer von sechs Spielern in NHL All-Rookie Team berufen. Nach einem weiteren Jahr in St. Louis wurde Brind’Amour kurz vor Beginn des Spieljahres 1991/92 gemeinsam mit Dan Quinn zu den Philadelphia Flyers transferiert, die im Gegenzug Ron Sutter und Murray Baron an St. Louis abgaben. Bei den mit Flyers, die sich mit dem Talent Eric Lindros im Neuaufbau befanden, fand der Mittelstürmer für die folgenden achteinhalb Spielzeiten eine sportliche Heimat und gehörte neben Lindros und John LeClair zu den Offensivstützen des Teams. In der Saison 1993/94 stellte er mit 97 Scorerpunkten einen persönlichen Rekord auf. Drei Jahre später erreichte er in den Stanley-Cup-Playoffs 1997 das Finale mit den Flyers. Dort scheiterte Philadelphia allerdings an den Detroit Red Wings. Mit 13 Toren – gemeinsam mit Claude Lemieux die meisten im Verlauf der Play-offs – hatte er maßgeblichen Anteil am Finaleinzug.
Inmitten seiner neunten Saison mit den Flyers, in der er gerade eine Sprunggelenksverletzung auskuriert hatte, wurde Brind’Amour Mitte Januar 2000 gemeinsam mit Torwart Jean-Marc Pelletier und einem Zweitrunden-Wahlrecht im NHL Entry Draft 2000 an die Carolina Hurricanes abgegeben. Diese ließen dafür Keith Primeau sowie eine Fünftrundenwahl desselben Drafts nach Philadelphia ziehen. In Diensten der Hurricanes füllte der Stürmer fortan eine defensivere Rolle aus, dennoch erreichte er mit der Mannschaft in der Saison 2001/02 erneut das Stanley-Cup-Finale, nachdem er seinen auslaufenden Vertrag im vorangegangenen Sommer zunächst um ein Jahr und wenig später um weitere vier Jahre verlängert hatte. Abermals war aber Detroit am Ende der Finalserie der Sieger. Nach dem Erreichen des Cup-Finales folgten zwei ernüchternde Spielzeiten für das Franchise und nachdem die NHL-Saison 2004/05 komplett dem Lockout zum Opfer fiel, zog es den Kanadier zur Überbrückung der spielfreien Zeit in die Schweiz. Dort schloss er sich im Februar 2005 den Kloten Flyers aus der Nationalliga A an. Letztlich bestritt er aber nur zwei Partien für die Eidgenossen, in denen er drei Punkte erzielte.
Im Sommer 2005 kehrte der Center zu den Hurricanes zurück und wurde vor Beginn der Saison 2005/06 zum vierten Mannschaftskapitän der Franchise-Geschichte ernannt. Unter der Führung Brind’Amours erreichte das Team nach vier Jahren wieder die Finalserie und hatte gegen die Edmonton Oilers diesmal das bessere Ende für sich. Der Sieg in der Finalserie bedeutete den erstmaligen Gewinn des Stanley Cups für die Hurricanes. Der Stürmer selbst wurde im Rahmen der NHL Awards 2006 zudem mit der Frank J. Selke Trophy ausgezeichnet, die an den Stürmer mit den besten Defensivqualitäten vergeben wird. Diesen Erfolg wiederholte er im folgenden Jahr, in dem er mit einer Torvorlage gegen die Ottawa Senators den 1000. Punkt seiner Karriere erzielte. Vor der Spielzeit hatte er einen neuen Vertrag mit einer Laufzeit von fünf Jahren abgeschlossen. Zum Ende der Saison 2007/08 zog sich Brind’Amour einen Riss des Kreuzbandes zu, bestritt in der Spielzeit 2008/09 jedoch 80 Partien. Nachdem seine Offensivproduktion im Spieljahr 2009/10 jedoch deutlich abgenommen hatte, gab er Ende Juni 2010 seinen Rückzug vom Profisport bekannt, obgleich sein laufender Vertrag noch für ein Jahr gültig war.

### Als Trainer
Brind’Amour wechselte in der Folge umgehend ins Funktionärsteam der Carolina Hurricanes und war zunächst in der Saison 2010/11 als Director of Player Development mit besonderem Schwerpunkt auf den Stürmern tätig. Während dieser Zeit sperrten die Carolina Hurricanes in einer Zeremonie am 18. Februar 2011 seine Rückennummer 17. Zur Saison 2011/12 wurde der Ex-Spieler ins Trainerteam Carolinas berufen, wo er fortan als Assistent arbeitete. Nach der Saison 2017/18 wurde er zum Cheftrainer befördert und trat dabei Nachfolge von Bill Peters an.
Die Hurricanes führte er bereits in seiner ersten Saison als Cheftrainer erstmals nach zehn Jahren wieder in die Playoffs, wo das Team erst im Conference-Finale an den Boston Bruins (0:4) scheiterte. In der Spielzeit 2020/21 folgte der Divisionstitel der Central Division, wobei er mit der Mannschaft die höchste Punktquote (71,4 %) der Franchise-Geschichte erreichte. In der Folge wurde er mit dem Jack Adams Award als bester Trainer der NHL ausgezeichnet.

### International
Für sein Heimatland Kanada stand Brind’Amour erstmals bei der Junioren-Weltmeisterschaft 1989 in Anchorage im US-Bundesstaat Alaska auf dem Eis. Dabei erreichte er im Endklassement den vierten Rang mit den Kanadiern. In sieben Turniereinsätzen sammelte der Stürmer fünf Scorerpunkte und rangierte damit teamintern auf dem sechsten Rang der U20-Landesauswahl.
Mit der kanadischen Herrenmannschaft bestritt Brind’Amour mit den Weltmeisterschaften 1992, 1993 und 1994 drei Welttitelkämpfe in Folge. Dabei stand nach einem achten Platz im Jahr 1992 und einem vierten Platz im Jahr 1993 bei der Weltmeisterschaft 1994 in Italien schließlich der Gewinn der Goldmedaille zu Buche. Zum Titelgewinn steuerte er sechs Punkte bei, darunter vier Tore. Den wichtigsten Treffer erzielte er dabei im Finale selbst, als er die 1:0-Führung Finnlands vier Minuten vor Spielende ausglich und damit die Kanadier ins Penaltyschießen brachte.
Des Weiteren gehörte Brind’Amour zum Kader beim World Cup of Hockey 1996, den das Team auf dem zweiten Rang abschloss, sowie den Olympischen Winterspielen 1998 im japanischen Nagano. Dort mussten sich die Kanadier mit dem vierten Rang begnügen.

## Erfolge und Auszeichnungen
Als Spieler
| - 1987 Spengler-Cup-Gewinn mit dem Team Canada - 1988 Credential-Cup-Gewinn mit den Notre Dame Hounds - 1988 Centennial-Cup-Gewinn mit den Notre Dame Hounds - 1988 Centennial Cup All-Star Team - 1988 Centennial Cup Most Valuable Player - 1989 CCHA-Meisterschaft mit der Michigan State University | - 1989 CCHA Rookie of the Year - 1990 NHL All-Rookie Team - 1992 NHL All-Star Game - 2006 Stanley-Cup-Gewinn mit den Carolina Hurricanes - 2006 Frank J. Selke Trophy - 2007 Frank J. Selke Trophy |

Als Trainer
- 2021 Jack Adams Award
- 2022 Teilnahme am NHL All-Star Game

### International
- 1994 Goldmedaille bei der Weltmeisterschaft
- 1996 Zweiter Platz beim World Cup of Hockey

## Karrierestatistik

### International
Vertrat Kanada bei:
| - Junioren-Weltmeisterschaft 1989 - Weltmeisterschaft 1992 - Weltmeisterschaft 1993 | - Weltmeisterschaft 1994 - World Cup of Hockey 1996 - Olympischen Winterspielen 1998 |

(Legende zur Spielerstatistik: Sp oder GP = absolvierte Spiele; T oder G = erzielte Tore; V oder A = erzielte Assists; Pkt oder Pts = erzielte Scorerpunkte; SM oder PIM = erhaltene Strafminuten; +/− = Plus/Minus-Bilanz; PP = erzielte Überzahltore; SH = erzielte Unterzahltore; GW = erzielte Siegtore; 1 Play-downs/Relegation; Kursiv: Statistik nicht vollständig)